# Enrico Tellini
Enrico Tellini (Castelnuovo di Garfagnana, 25 agosto 1871 – Giannina, 27 agosto 1923) è stato un generale italiano.

## Biografia
Enrico Tellini nacque a Castelnuovo Garfagnana nel 1871, trascorrendo però i primi anni della sua vita a Pontremoli, al cui tribunale il padre magistrato era stato destinato come giudice. Nel 1884, a tredici anni, fu ammesso al Collegio Militare di Firenze e successivamente frequentò l'Accademia Militare venendo quindi nominato ufficiale. Dal 1901 prestò servizio a Roma presso lo Stato maggiore dell'esercito e nel 1911 prese parte, col grado di capitano, alla guerra italo-turca in qualità di sotto capo di Stato maggiore della divisione militare di stanza a Derna.
Promosso maggiore, venne in seguito destinato come addetto militare all'ambasciata italiana a Vienna. Durante la prima guerra mondiale ricoprì differenti incarichi fino a quando non venne fatto prigioniero, nel 1917, nei giorni di Caporetto, durante i quali fu ferito al volto e meritò una medaglia d'argento al valor militare. Con l'armistizio venne dapprima inviato a Valona dove col grado di generale comandò il contingente italiano schierato nell'area di influenza italiana in Albania, successivamente rappresentò il governo italiano nella commissione istituita dalla Conferenza degli Ambasciatori (organismo del Consiglio Supremo Alleato) incaricata di delineare i confini albanesi.
Il 27 agosto 1923, nell'esercizio delle sue funzioni, il generale Tellini trovò la morte insieme a tutti i membri della delegazione italiana che lo accompagnavano in un attentato compiuto in territorio greco lungo la strada che da Giannina conduce a Kakavia, nelle vicinanze del confine con l'Albania. Questo episodio è altrimenti noto come eccidio di Giannina. Greci e albanesi si mossero all'epoca reciproche accuse ma i responsabili della strage non vennero mai identificati, alcuni ritennero che l'attentato potesse essere in realtà un incidente di brigantaggio senza alcuna motivazione politica, ma questa matrice venne esclusa in quanto dai cadaveri e dall'automezzo che li trasportava non venne rubato alcunché.
Come è noto, dall'eccidio di Giannina derivò lo scoppio di una grave crisi internazionale, che portò all'aggressione di Mussolini a Corfù, prima di essere, faticosamente, ricomposta in via diplomatica. Il caso Tellini rappresenta altresì un importante topos giuridico, ancor oggi attentamente studiato per la sua grande attualità, in riguardo a crisi recenti: tutte quelle in cui uno Stato (allora l'Italia) attribuisce la responsabilità internazionale ad un altro Stato (allora, la Grecia) per atti di aggressione presumibilmente compiuti a mezzo non di truppe regolari, ma di privati, irregolari, agitatori o terroristi che il secondo Stato avrebbe incaricato o protetto, ai danni del primo. 
Il generale Enrico Tellini venne sepolto a Firenze, nel cimitero di Trespiano, in un mausoleo fatto appositamente costruire per onorarne la memoria. I suoi cimeli, oggetti e ricordi personali furono invece raccolti, già negli anni Cinquanta del secolo scorso, nella villa di Buggiano di proprietà della famiglia Franchini (v. Villa Amalia Franchini), nella quale i cugini Tellini, estintisi, si erano nel frattempo trasfusi.